# كلاوديو مالدونادو (ملحن)
كلاوديو مالدونادو (بالإسبانية: Claudio Maldonado)‏ هو عازف الغيتار الكلاسيكي وملحن أرجنتيني، ولد في 18 أبريل 1980 في لانوس في الأرجنتين.

## وصلات خارجية
- كلاوديو مالدونادو على موقع IMDb (الإنجليزية)